# Carte heuristique
Ne doit pas être confondu avec Carte mentale.
 (décembre 2009).

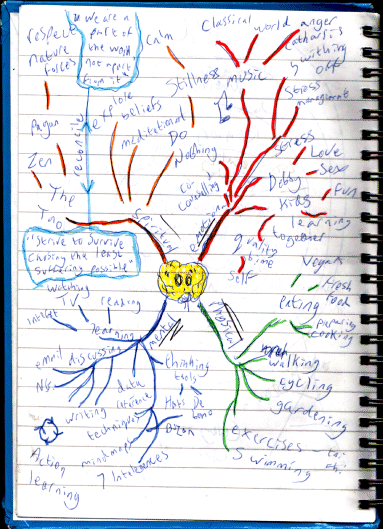
Carte heuristique dessinée pendant un exposé.

Une carte heuristique, carte cognitive, carte des idées ou encore schéma heuristique est un schéma censé refléter le fonctionnement de la pensée, qui permet de représenter visuellement et de suivre le cheminement associatif de la pensée. Le terme anglais mind map est également parfois utilisé en français.
Cela permet de mettre en lumière les liens qui existent entre un concept ou une idée, et les informations qui leur sont associées.
La structure même d'une carte heuristique est en fait un diagramme qui représente l'organisation des liens sémantiques entre différentes idées ou des liens hiérarchiques entre différents concepts.
À l'inverse du schéma conceptuel (ou « carte conceptuelle »), les cartes heuristiques offrent une représentation arborescente de données imitant ainsi le cheminement et le développement de la pensée.

## Origine
Des formes graphiques similaires aux cartes heuristiques apparaissent tout au long de l'histoire : au 3e siècle l'arbre de Porphyre propose une représentation hiérarchique du savoir basé sur les Catégories d'Aristote, au XIIIe siècle L'Arbre de la science de Raymond Lulle offre une représentation graphique sous la forme d'un arbre, quand au 16e siècle Anguerrande, dans son Traité sur les vertus de l'excellence et comment quelqu'un peut les acquérir, propose lui-aussi une représentation très proche de la carte heuristique. La carte heuristique est finalement formalisée par un psychologue anglais, Tony Buzan. L'idée lui vint alors qu'il écrivait Une encyclopédie du cerveau et de son utilisation (An Encyclopedia of the Brain and Its Use) en 1971. Il utilisait également ce système sans lui donner de nom dans ses cours sur la chaîne BBC.
Les années 1970 voient le plein boum de la théorie de la spécialisation hémisphérique. Les activités de l'hémisphère gauche du cerveau seraient plus : logique, pensée rationnelle, classement, langage ; et les activités de l'hémisphère droit seraient créativité, pensée holistique, capacité de synthèse. Au-delà d'une localisation des facultés cérébrales dans des aires — fortement controversée, surtout par la neurologie contemporaine —, c'est surtout un recensement de ces facultés naturelles qui intéresse Tony Buzan. Ainsi, selon lui, contrairement aux possibilités offertes par le cerveau, nos habitudes de réflexions et d'écriture ont tendance à fortement privilégier certaines capacités au détriment d'autres. Les notes classiques omettent souvent l'utilisation de couleurs, de rythme, de dessins, de liens, d'ajouts, etc.
Certains psychologues et linguistes prétendent également que seuls quelques mots-clés appelés « mots de rappel » sont nécessaires à la compréhension et la mémorisation d'un texte. Ces mots représenteraient moins de 30 % des mots employés dans un texte[réf. nécessaire].
En français, l'expression « carte heuristique » est apparue pour la première fois dans le livre Organisez vos idées avec le Mind Mapping. Ses auteurs se sont inspirés de la traduction adoptée par Hélène Trocmé-Fabre dans les livres en français de Tony Buzan (« schéma heuristique »). Comme beaucoup de traductions, cette expression a ses qualités et ses défauts. Les auteurs souhaitaient en effet pouvoir conjuguer facilement cette expression (le verbe « schématiser » peut avoir une connotation négative par rapport à « cartographier ») tout en gardant le mot « heuristique » qu'ils trouvaient pertinent. En effet, le terme « heuristique » vient du grec ancien εὑρίσκω, eurisko, « je trouve » et la carte heuristique, en organisant les informations non plus de façon temporelle, mais spatiale, favorise le rapprochement visuel d'informations éparses dans le temps, permettant ainsi de « trouver » un lien entre elles, autrement difficile à établir.
Pourtant, si ce terme est assez répandu, il existe de nombreuses tentatives de traduction qui essaient de reprendre l'idée de Mind Map en évitant les connotations trop techniques ou pompeuses (comme heuristique) que le terme n'a pas autant en anglais. On lit ou entend parfois « carte des idées », « schéma de pensée », « carte mentale », « cartographier l'esprit », « carte de l'esprit », « carte de la pensée », « cartographie de la pensée », « arbre à idées » ou encore « topogramme » et toutes les combinaisons possibles qui s'ensuivent…
Néanmoins, beaucoup d'auteurs, d'utilisateurs et de formateurs, conservent le nom anglais mind map (et mind mapping), pour insister – comme l'inventeur – sur certains principes fondamentaux et certaines qualités.

## Mise en œuvre
Une carte heuristique se construit comme suit :
au centre le thème ou sujet de la carte heuristique en image et en mots.
Depuis ce centre, des branches en couleur irradient dans toutes les directions en portant les idées principales sous forme de dessins et de mots-clés. Ces branches irradient à leur tour vers des idées secondaires, en image et mot-clé, etc.

### Traditionnelle
Une carte heuristique peut être dessinée en utilisant simplement une feuille de papier et des feutres ou crayons de couleurs. Un tableau noir ou blanc, voire de grandes feuilles de papier permettent à plusieurs personnes de réfléchir sur une même carte. Même si l'on utilise principalement des outils informatiques pour en créer, les cartes datent de bien avant la banalisation des ordinateurs.

### Avec un logiciel
Il est possible de dessiner une carte heuristique sur un ordinateur avec la plupart des logiciels de dessin, vectoriel ou non. Des logiciels spécialisés sont toutefois bien plus efficaces, surtout pour noter les idées à la volée.
Du temps du mode texte, Guide (1982, premier système hypertexte personnel, Think tank ou The Idea Generator (1985).
Un méta-moteur de recherche (« KartOO ») a utilisé durant quelques années des graphes heuristiques pour présenter et affiner ses résultats, mais n'ayant pas rencontré un succès d'usage suffisant, il a fermé début 2010. D'autres s'en sont inspirés, dont le moteur thématique musical Tuneglue, qui produit des « music maps » ou encore le moteur de recherche Google qui proposait fin 2010 une visualisation sous forme heuristique des résultats d'une requête appelée Roue Magique, service arrêté quelques mois plus tard.
Des logiciels intuitifs et destinés à la cartographie heuristique : liste de logiciels.

## Utilisation

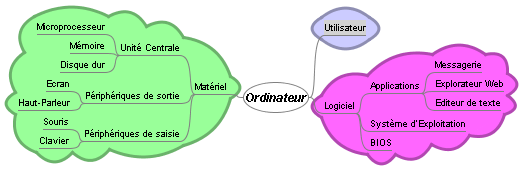
Exemple de carte heuristique décrivant l'architecture informatique générale d'un PC, dessinée avec FreeMind.

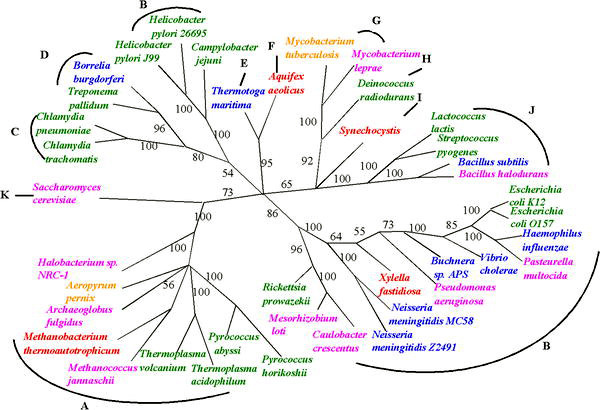
Représentation heuristique de familles de génomes microbiens.

La carte heuristique a de nombreuses applications potentielles dans des domaines personnels, éducatifs et professionnels. Ses possibilités incluent :
- la prise de notes ;
- la remise en forme de ces notes ;
- la préparation d'un exposé, d'un discours;
- le remue-méninges ;
- l'aide au résumé ;
- la structuration d'un projet ;
- la révision et clarification d'idées ;
- l'identification de mots-clés ;
- la visualisation d'organisation complexe d'idées ;
- la visualisation des réseaux personnels et professionnels ;
- l'aide à l'apprentissage mnémotechnique ;
- L'organisation de l'accès (par des liens) à un ensemble de fichiers…

La carte heuristique est utilisée dans l'enseignement et dans le milieu des affaires, et son principe est exposé dans certains cours de management.

## Considérations de principe

### Débats
Bien que parfois très utile, ne concevoir la cartographie heuristique que comme un système de représentation hiérarchique peut être limitant pour certains types de problèmes. Effectivement, les mêmes choses auront parfois des représentations hiérarchiques différentes en fonction de choix arbitraires, et pas toujours cohérents, de l'utilisateur. On n'y trouve pas forcément ce qu'on cherche à l'endroit où on aurait l'idée de le chercher.
C'est pourquoi certains auteurs[réf. nécessaire] préconisent le modèle relationnel ou schéma conceptuel pour gérer de nombreux éléments lorsque ceux-ci n'ont pas une relation unique qui serait de type hiérarchique, mais au contraire différentes relations entre eux, différentes caractéristiques.
Pourtant, Tony Buzan[réf. nécessaire] récuse l'avantage de ces schémas par rapport aux cartes heuristiques ainsi que le carcan d'une relation hiérarchisée et uniforme de l'information. Il dément – ainsi que de nombreux utilisateurs – l'idée qu'une carte heuristique ne puisse offrir qu'une relation unique entre des éléments ou des informations. En effet, la cartographie heuristique est une représentation, sur un support extérieur, de la pensée naturelle (dont la caractéristique est d'être « irradiante » selon l'inventeur) et par conséquent peut présenter tous les types de relations. C'est pourquoi plusieurs occurrences d'une même information peuvent apparaître à différents endroits d'une carte heuristique et que l'on trouve quasiment nécessairement des flèches, associations et mises en relation entre différentes branches d'une carte heuristique.
Néanmoins, l'utilisateur imprègne la carte heuristique de sa personnalité, de sa compréhension et de la direction de son questionnement.
Cela n'enlève rien à l'utilité de l'organisation hiérarchique simplifiée pour des projets adaptés[réf. nécessaire] :
- lorsque le nombre d'éléments à traiter reste relativement réduit ;
- ou lorsque le résultat à obtenir impose un format hiérarchisé (cas de l'élaboration d'un document).

### Extensions
Nombre d'arbres permettent d'avoir d'autres arbres comme éléments, ceux-ci pouvant parfois eux-mêmes inclure l'arbre initial. Ce mécanisme affranchit donc les cartes heuristiques de la contrainte d'une représentation purement hiérarchique.
Des développements en cours cherchent aussi à intégrer le principe de liens relationnels, ou d'édition wiki[réf. souhaitée].
On retrouve d'ailleurs le même comportement dans les arborescences de fichiers en informatique, où un dossier peut contenir un lien (notion de raccourci ou de lien symbolique) vers n'importe quel autre dossier, autorisant par là même qu'un de ses sous-dossiers contienne ce même raccourci. Par exemple, le Bureau de Windows contient Poste de Travail qui contient une icône de disque dur sous laquelle on retrouvera le dossier Bureau. Les raccourcis assouplissent donc la contrainte hiérarchique.
Ainsi, une idée (un nœud de l'arbre) peut appartenir à plus d'une branche de l'arbre. Dans ce cas, parler d'arbre est un peu abusif : le terme adéquat serait « graphe ». En fait, un arbre est un type particulier de graphe, un graphe acyclique (qui ne comporte pas de cycle).
Une des extensions proposées par les différents logiciels permet une aide à la rédaction de documents très structurés. Ils permettent une exportation vers un document de type traitement texte avec une mise en page structurée : c'est une réelle facilité de mise en forme dans l'édition de documents même très élaborés.

## Logiciels de cartographie mentale
Les applications permettant de faire de la cartographie heuristique sont nombreuses.

### Quelques logiciels libres de cartographie mentale
- Framindmap, un service de cartographie mentale en ligne proposé par Framasoft (basé sur le programme Wisemapping et anciennement Mindmaps).
- FreeMind pour la prise de note et les cartes conceptuelles arborescentes, multiplateformes et multilingue.
- Freeplane, un dérivé de FreeMind. Toutes plateformes.
- Vym (logiciel), View Your Mind basé sur Qt de chez Trolltech
- KMI Compendium pour réaliser des cartes conceptuelles, organiser une documentation complexe, établir des transclusions. Toutes plateformes.
- Mindnode, un logiciel pour Mac.
- Sémantik (anciennement Kdissert) pour agencer et organiser sous un ensemble d’idées, sur Linux.
- Visual Understanding Environment (VUE) notamment pour établir un schéma conceptuel. Toutes plateformes.
- XMind, application multiplateformes et en plusieurs langues qui permet de faire, entre autres, un diagramme de causes et effets. Compatible FreeMind, une version Pro, payante, permet de nombreux exports.
- Wisemapping, open source, utilisable en ligne de façon individuelle ou collaborative, ou en installant l'application sur un serveur.
- Labcraft et Mindcraft, deux modules utilisables sur la plateforme d'apprentissage en ligne, Moodle.

### Quelques logiciels de groupe de cartographie mentale
Les logiciels de partage favorisant le travail collaboratif et permettant d'établir en ligne et de partager des cartes heuristiques sont nombreux, notamment :
- MindMup (en), service de création de cartes mentales[7]
- Bubbl.us (uk) en ligne, permet sans inscription de créer des cartes heuristiques
- Exobrain (en) est un outil pour créer et sauvegarder en ligne des cartes[8]
- Creately (en), service de création de diagrammes en ligne[9]
- Lucidchart, service d'informatique en nuage
- MindMeister (en) permet avec un compte gratuit de créer 3 cartes heuristiques
- Mindomo, service d'informatique en nuage[10]
- Mind 42 publication et collaboration en ligne sur des cartes heuristiques, gratuit[11].
- MisterMind est un outil de planification présenté sous forme de carte mentale[12]
- Pearltrees est un outil collaboratif en ligne de partage de liens présenté sous forme heuristique
- wikimindmap, pour créer une carte heuristique (topogramme) à partir d’une recherche sur Wikipédia[13]
- Canva, pour créer, présenter ou partager des cartes mentales avec de nombreux modèles à la carte avec la possibilité de définir des styles, de choisir parmi plusieurs éléments graphiques (formes) pré-confectionnés, d'importer des images ou des vidéos et de personnaliser la police de caractère[14].
- GitMind, logiciel de mindmapping développé en 2022 (version web et version bureau). Une version gratuite existe avec un quota de 10 cartes mentales[15].

### Quelques logiciels propriétaires
- Cacoo existe en version gratuite, logiciel de Mind Mapping et de schémas[16].
- Cmap Tool logiciel de cartes conceptuelles, partage et collaboration entre serveurs universitaires, gratuit, multiplateformes et en plusieurs langues[17].
- My Job Network, logiciel destiné au développement du réseau professionnel et à la recherche de contrats, de missions et d'emploi.
- iMindMap, le logiciel de Mind Mapping développé par l'équipe de Tony Buzan[18].
- MindManager, spécialisé dans le Mind Mapping professionnel
- MindView, logiciel de Mind Mapping professionnel
- Novamind, un logiciel très complet développé initialement pour Mac qui a désormais une version Windows. Comme pour iMindMap, le site web est en anglais mais le logiciel a été traduit[19]
- PersonalBrain, est partiellement gratuit, multiplateformes et en plusieurs langues[20]